# Urophyllum micranthum
Urophyllum micranthum là một loài thực vật có hoa trong họ Thiến thảo. Loài này được Miq. miêu tả khoa học đầu tiên năm 1869.